# Sage (sastav)
Sage je hrvatski sastav progresivnog metala iz Zagreba osnovan 2013. godine.

## Životopis sastava
Osnovan je u listopadu 2013. godine. Glazbeni stil skupine čini mješavina žanrova kao što su rock, heavy metal, power metal, simfonijski metal i progresivni metal. Casey Grillo producent je skupine, a poznat je kao nekadašnji Kamelotov bubnjar i sadašnji član sastava Queensrÿche; gostovao je i na singlu "Join Us". Skupina je snimila album Anno Domini 1573 u studiju Morrisound na Floridi, gdje su snimali izvođači poput Iced Eartha i Demons & Wizardsa.
Skupina je albumom Anno Domini 1573 obradila temu Seljačke bune.

## Snimanje albuma

### Anno Domini 1573
Tema albuma prvijenca je Seljačka buna, koja prikazuje vječnu borbu između dobra i zla, poštenja i gramzivosti. Odlučili su napraviti album na engleskom jeziku kako bi približili živopisnu hrvatsku povijest ostatku svijeta. Album je snimljen u studiju Janka Mlinarica uz asistenciju Fedora Boica (producenta) i Franje Valentica (zvucnog inženjera). Unutar proteklih pet godina rada bend Sage se emitirao na domacoj, stranoj sceni od radia,televizije do raznih portala te su ih time prepoznali iz diskografske kuce Rockshots Records i potpisali ugovor kojim je album službeno izašao na svjetsko tržište 21.rujna.2018 godine. Unutar jedanaest snimljenih video uradaka sudjelovalo je više od stotinu statista uz viteške redove kao što su Viteški Red Srebernog zmaja, Viteški Red Crvenog zmaja, Viteški Red Sv. Nikole, Vitezovi Zelingradski, Red Cuvara Grada Zagreba, Vitezovi Glogova Zdenca, Bilogorski rendžeri i mnogi drugi iz inozemstva koji su se pridružili na snimanju spota “Battle” pri uprizorenju Seljacke bune kod Stubice.

### VII Century
Tema albuma je dolazak hrvata u 7.stoljecu na teritorij Republike Hrvatske. Ovaj je album u procesu snimanja.

## Biografije članova

#### Enio Vuceta
U muzicku školu krenuo s 9. godina, instrument gitara. u dobi od 13. godina pocinje svirati po raznim demobendovima što se nastavilo sve do 1983. goine kada osniva Legiju, jedan od prvih metal bendova s podrucja bivše države Jugoslavije. nakon izdavanja prve ploce "Legija" izlazi nakratko iz benda koji se razilazi pa Enio snima dva solo albuma: "Enio" i "Samo poljupci" i oformljuje Legiju 1990. godine. Snimaju 3 albuma, "Do pakla i natrag", "Postoji samo jedan" i " Apokalipsa sutra". Istovremeno Enio radi i kao studijski muzicar, najcešce pjevajuci na albumima rock i pop izvodaca. Legija se razilazi zbog obiteljskih situacija a 2014. goine Enio sa sinom Vladom pocinje stvarati Sage s kojim snima album "Anno domini 1573". 

#### Davor Bušljeta
Rođen 1987. u Zagrebu, vokal benda Sage. Interes za muziku je došao kroz obitelj, s muzikom koja se nije mogla izbjeći pored oca i brata bubnjara. Te se s vremenom uz sav blues i rock otkrio i metal. Inspiriran bendovima poput Iron Maiden, Judas Priest, Queen, DIO i još mnogo drugih rock, blues, metal, hard rock bendova. Počeo se baviti pjevanjem sa šesnaest godina. Osim cover bendova i autorskog benda Triple Bypass pjevao je u Srpsko Makedonskom zboru i zboru Rock akademije. Te nakon toga 2013. godine postao član benda Sage i kasnije se pridružio zboru Medley teatar ansamblu.

#### Marko Karačić
Rođen 1986. gidine. Završio osnovnu glazbenu školu Pavao Markovac smjer gitara. Od 12. godine svira gitaru u nekoliko amaterskih rock/metalbendova te se krajem srednje škole "prebacuje" na bass gitaru koju svira i danas. Do sada je svirao/svira u bendovima Undercover, Big Rock, Caracas, Country Strike, Hard Time, Paranoid, Latino, Side Effects, Stone Leaders, Shark Island, Damir Šmić Shime, Sage i Prljavo Kazalište.

#### Andrej Božić
Rođen 1988. godine. Završio osnovnu glazbenu školu Ivan Gundulić u Zagrebu, smjer glasovir. Nakon glazbene škole svira gitaru i klavijature u bendovima Broken Sword, Triple Bypass i gostuje u raznim tribute bendovima, te se pridružuje Sageu prilikom snimanja prvog albuma.

#### Goran Mikulek
Rođen 1973. godine u Varaždinu. Glazbenu je školu pohađao s 8 godina na flauti, s kojom je završio srednju glazbenu školu Vatroslav Lisinski u Zagrebu. Nakon toga je 3 godine svirao Engleski rog (hornu). Paralelno s instrumentom u školi, svirao je bubnjeve kao samouk i u svom prvom bendu Fast food je svirao sa svojim kolegama u prvom srednje. Nakon toga je svirao u raznim "rockabilly" bendovima, te bio član raznih cover i pratećih bendova i izvođača kao što su Ivana Banfić, Zlatko Pejaković, Leteči odred. Želja i strast su mu bili Symphonic Metal i Hard Rock, te je nakon više bendova upao u Sage.

#### Kristian Tomić
Rođen 1999. godine. Od 6. godine se bavi glazbom, a gitaru svira od svoje 11. godine. Završio osnovnu glazbenu školu na Rock Akademiji u Zagrebu smjer gitara. Na Rock Akademiji Sastavlja svoj prvi bend pod imenom Mrak, a ubrzo i ulazi u bend Kraya s kojim snima pjesmu "Vrati se" i 2021. godine prelazi u bend Sage s kojim trenutno radi na novom albumu pod nazivom "VII Century". Neki od uzora i idola su: Doug Aldrich, Steve Morse, Eddie Van Halen.

## Diskografija

### Albumi
- Anno Domini 1573(2018.)
- VII Century(u procesu snimanja)

### Video snimke uživo
- Anno Domini 1573 - Tvornici Kulture(2018.)